# Alticola tuvinicus
Alticola tuvinicus là một loài động vật có vú trong họ Cricetidae, bộ Gặm nhấm. Loài này được Ognev mô tả năm 1950.